# جلان أوسبورن
جلان أوسبورن (بالإنجليزية: Glen Osborne)‏ هو لاعب اتحاد الرغبي نيوزيلندي، ولد في 27 أغسطس 1971 في وانجانوي في نيوزيلندا.

## وصلات خارجية
- جلان أوسبورن عل موقع إسبنسكروم (الإنجليزية)
- جلان أوسبورن على موقع ItsRugby.co.uk (الإنجليزية)